# Dorion Sagan
Dorion Sagan (nascido em 1959) é um autor, ensaísta, escritor de ficção e teórico americano de Madison, Wisconsin. Ele escreveu e é co-autor de livros sobre cultura, evolução, história e filosofia da ciência. 

## Família
Dorion é filho do físico Carl Sagan e da bióloga Lynn Margulis.

## Referencias
- "Dorion Sagan." (June 15, 2005). Contemporary Authors Online. Retrieved May 20, 2007.